# يعقوب بن إسحاق التميمي
يعقوب بن إسحاق التميمي كان بحارًا مميزًا في خدمة الفاطميين قاد غارة كبرى ضد السواحل الإيطالية وسردينيا وكورسيكا في 934-935 م؛ في إطار سيطرة الفاطميين على جنوب إيطاليا وصقلية لمواجهة البيزنطيين (طالع: الحروب الإسلامية البيزنطية).

## الرحلة البحرية
أرسل الخليفة القائم يعقوب بأسطول من 20 سفينة (وفقًا للمؤرخ الإسماعيلي من القرن الخامس عشر عماد الدين إدريس؛ بينما تشير المصادر السنية إلى 30 سفينة) في 22 حزيران 934 من المهدية. أبحر من جهة الغرب، فواجه بعض السفن التجارية البيزنطية، فهجم عليها وأسر طاقمها. وبعد ذلك استولى الأسطول الفاطمي على جنوة [الإنجليزية]. أثناء رحلة عودته، تعرض لهجوم من السفن البيزنطية التي تحركت مع سقوط جنوة، لكنه هزمهم. كما قام بغزو سردينيا وكورسيكا قبل أن يعود منتصرًا إلى المهدية ومعه نحو 8000 سجين ليُفتدَوْا.
ويضع عماد الدين عودته في 29 آب 935، في حين أن هناك بعض الالتباس حول تاريخ الحملة في المصادر السنية، حيث يذكر ابن الأثير حملتين في سنوات متتالية، بينما يضع كتاب تاريخ الجزيرة الصقلية، وابن عذاري، والنويري، وأبو الفداء الحملة في عام 935، ويذكر ابن خلدون أن الحملة أرسلها المهدي سلف القائم. تُعتبر رواية عماد الدين الأصفهاني عمومًا الأكثر دقة.

## العائلة
وكان شقيقه خليل قائدًا كبيرًا في الخدمة الفاطمية، مسؤولًا عن جند العرب في القيروان منذ عام 913 على الأقل حتى وفاته في عام 944.